# Andreas Kisser
Andreas Kisser, né Andreas Rudolf Kisser le 24 août 1968 à São Bernardo do Campo, est un guitariste, auteur-compositeur et producteur brésilien. Il est principalement connu en tant que guitariste du groupe de metal Sepultura. Depuis son arrivée dans la formation en 1987 il a participé à chaque enregistrement du groupe, de Schizophrenia à Quadra. En outre, Kisser a également collaboré à divers projets musicaux, avec plusieurs groupes et artistes.

## Biographie
Kisser est né le 24 août 1968 à São Bernardo do Campo, une municipalité dans l'État de São Paulo. Son père, d'origine allemande, travaillait comme ingénieur mécanique pour Mercedes-Benz et sa mère, Slovène originaire de Maribor, était enseignante d'allemand et artiste amatrice. Dès son jeune âge, Kisser développe un intérêt pour la musique. À dix ans il commence à écouter les disques de ses parents, découvrant ainsi les Beatles, Roberto Carlos et Tonico & Tinoco. Dans la même période Il reçoit sa première guitare acoustique de sa grand-mère et remporte plus tard une deuxième guitare lors d'une partie de Bingo. Au début, Kisser apprend les accords de base du répertoire de la musique populaire brésilienne et par la suite des morceaux classiques. Un jour, un ami introduit Kisser au hard rock  en lui faisant écouter des groupes comme Queen et Kiss ce qui va grandement l'influencer. Il assiste même au concert de Kiss à São Paulo en 1983. Kisser obtient finalement sa première guitare électrique, un modèle Supersonic de la marque Giannini, et une pédale de saturation. Ses inspirations majeures sont alors des guitaristes comme Eric Clapton, Jimi Hendrix, Steve Howe, Tony Iommi, Ritchie Blackmore, Jimmy Page et Randy Rhoads.

## Carrière
En 1984 Kisser forme  son premier groupe avec deux amis d'école. Le trio s'appelle Esfinge et joue essentiellement des reprises de groupes heavy metal comme Black Sabbath, Ozzy Osbourne, Iron Maiden, Venom et Metallica. Kisser y assure le chant et la guitare. Deux ans plus tard, ils se rebaptisent Pestilence et enregistrent en 1987 une maquette intitulée Slaves of Pain dont les morceaux seront repris par Sepultura dans leur albums Schizophrenia et Beneath the Remains. Pestilence est cependant de courte durée et les membres finissent par se séparer.

### Sepultura
Article détaillé Sepultura.
En 1987, Kisser rencontre les membres de Sepultura et assiste à un de leurs concerts lors d'un voyage à Belo Horizonte. Le jour du concert, il s'improvise roadie pour le chanteur et guitariste Max Cavalera et fait aussi une jam avec le groupe pendant les entractes. Après le départ du guitariste Jairo Guedz, Kisser auditionne pour le poste vacant et devient membre permanent. La même année, il joue avec le groupe pour la première fois à Caruaru, Pernambuco et participe à l'enregistrement de l'album Schizophrenia. Son arrivée dans Sepultura contribue à façonner le son de la formation alors en pleine évolution. Max Cavalera dira de lui : « [...] Il a apporté de nouvelles idées et des inspirations dans Sepultura. Le résultat est devenu Schizophrenia. »
Sur Schizophrenia et Beneath the Remains, Kisser coécrit les paroles avec Max tandis que l'ensemble du groupe écrit la musique. Pour Arise et par la suite il commence à composer ses propres chansons. De plus, Kisser accompagne occasionnellement au chant lors de concerts et des enregistrements. Il a aussi assuré le chant pour Sepultura en 1996, au cours du festival de Monsters of Rock à Castle Donington, quand Max Cavalera était contraint de s'absenter pour assister aux obsèques de son beau-fils Dana Wells.

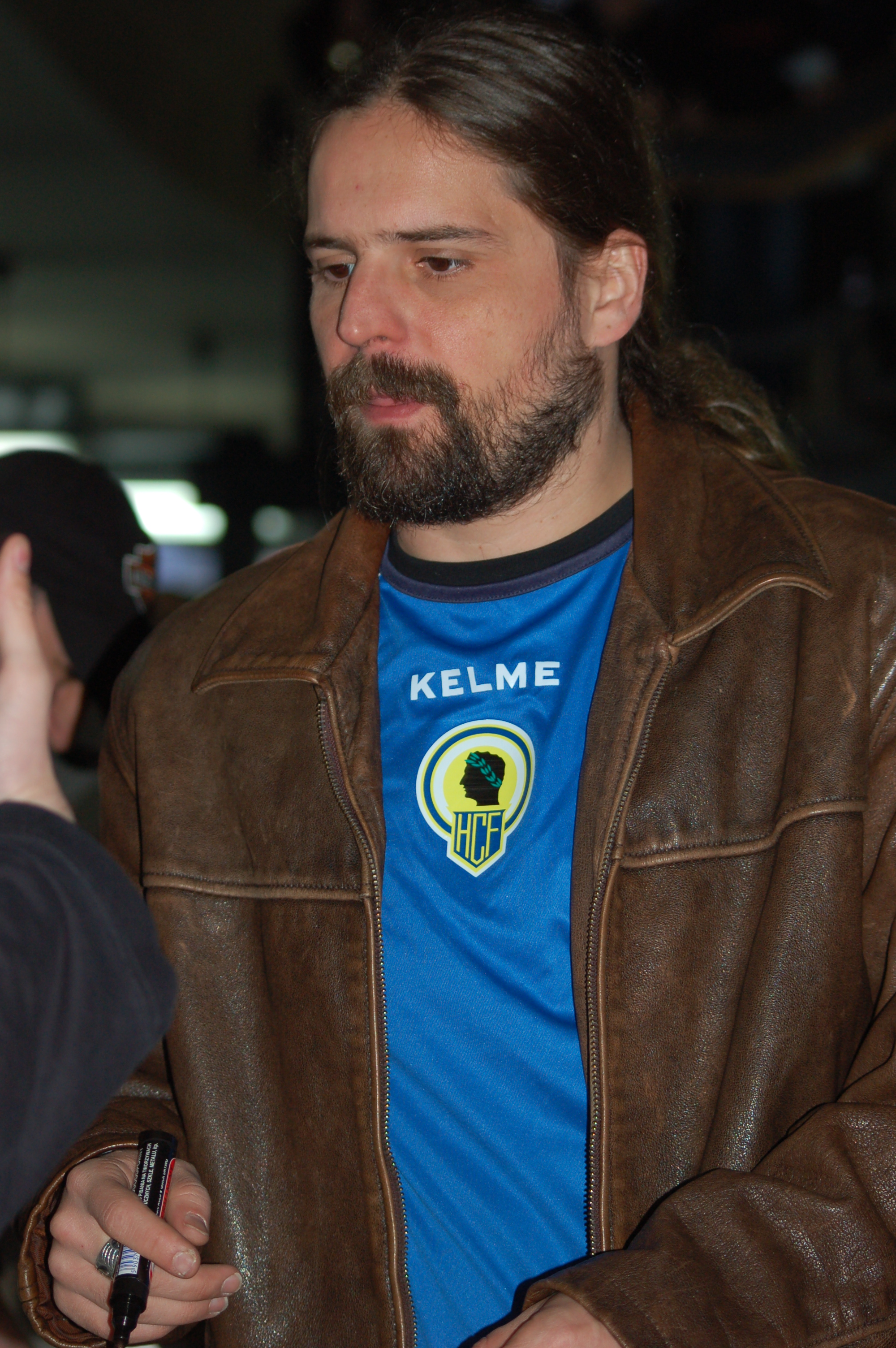
Andreas Kisser avec des fans à Metalmania 2007 à Katowice.

### HAIL!
Kisser est également membre du supergroupe de métal HAIL! qui a été formé en 2008 par David Ellefson et Mark Abbattista, directeur musical,. En plus de Kisser et Ellefson le groupe réunit Tim « Ripper » Owens, Paul Bostaph, Mike Portnoy, Jimmy DeGrasso, Phil Demmel et Roy Mayorga. La formation originale, qui se compose de DeGrasso, Ellefson, Kisser et Owens joue une série de concerts au Chili en 2009.  S'ensuit une tournée européenne et un concert exclusif au Liban. En 2010 HAIL! repart en tournée en Europe et donne quelques concerts aux États-Unis. La formation se compose alors d'Andreas Kisser, Tim « Ripper » Owens, Paul Bostaph et James LoMenzo,,.

### De la Tierra
En 2012 Kisser forme le supergroupe latino-américain De la Tierra avec Alex González de Maná, Andrés Giménez de A.N.I.M.A.L. et Sr. Flavio de Los Fabulosos Cadillacs. Le groupe a récemment publié une bande-annonce ainsi que quelques vidéos de l'enregistrement,.

### Album Solo
En août 2009 Kisser sort son premier album solo, intitulé Hubris I & II, qu'il a mis six ans à compléter et qu'il a produit en grande partie lui-même. Quand il n'était pas actif avec Sepultura, Kisser expérimentait des idées musicales, écrivait et enregistrait des maquettes, dont certains ont été conservées pendant quinze ans. En 2007, il publie quelques extraits vidéos de l'enregistrement sur son compte YouTube,. Dans les mois qui ont suivi la sortie de l'album Kisser a joué quelques concerts au Brésil pour le promouvoir et a participé au tournage du clip vidéo pour la chanson Em Busca do Ouro. L'album a éventuellement été nommé au Latin Grammys de 2010 dans la catégorie du meilleur album rock brésilien.

### Collaborations
Entre 1995 et 1996 Kisser a enregistré plusieurs maquettes avec Jason Newsted et Tom Hunting sous différents pseudonymes. Le trio a d'abord enregistré trois morceaux, sous le nom de Sexoturica, qui seront inclus plus tard dans la compilation IR8 vs Sexoturica. Dans le second projet, appelé Quarteto da Pinga et qui comprend Robb Flynn, ils enregistrent deux pistes et une reprise de Motörhead. En 1996 Kisser renouvèle sa collaboration avec Newsted pour le projet Godswallop qui comprend Carl Coletti à la batterie et Sofia Ramos au chant.
De plus, Kisser a collaboré sur l'album de plusieurs groupes tels que Asesino, Astafix, Biohazard, Burning in Hell, Claustrofobia, Korzus, Krusader, Nailbomb, Ratos de Porão et The AK Corral. En 2005 Kisser participe à l'enregistrement de l'album Roadrunner United et au concert de célébration des 25 ans du label Roadrunner,. En 2008 il travaille sur l'album Album Branco, qui est une reprise d'album blanc des Beatles par des musiciens brésiliens. Il joue sur les pistes Piggies et Helter Skelter,.
Kisser a également produit et coproduit plusieurs albums. En 1992 Kisser coproduit l'album Shadow of a Time to Be de Hammerhead.  En 2004, il enregistre trois morceaux pour l'album Treme Terra du groupe de rock brésilien Sayowa, coprodruit l'album Check Mate de Necromancia et joue sur le morceau Greed Up To Kill. En 2006, il a coproduit avec Stanley Soares le deuxième album de Sayowa.

### Musiques de films
Kisser a travaillé sur la bande son de films brésilien. En 1998 il enregistre avec Igor Cavalera, sous la production d'André Moraes à l'Estudio ION à São Paulo, la musique du film No Coração dos Deuses (Au cœur des Dieux) qui sort en 1999. Kisser a aussi travaillé aux côtés de Tony Bellotto, Eduardo de Queirós et Charles Gavin sur la musique du film Bellini ea Esfinge (Bellini et le Sphynx) sorti en 2002. Kisser a travaillé à nouveau sur la bande originale de la suite Bellini eo Demônio (Bellini et le Diable) qui sort en 2008.

### Anecdotes

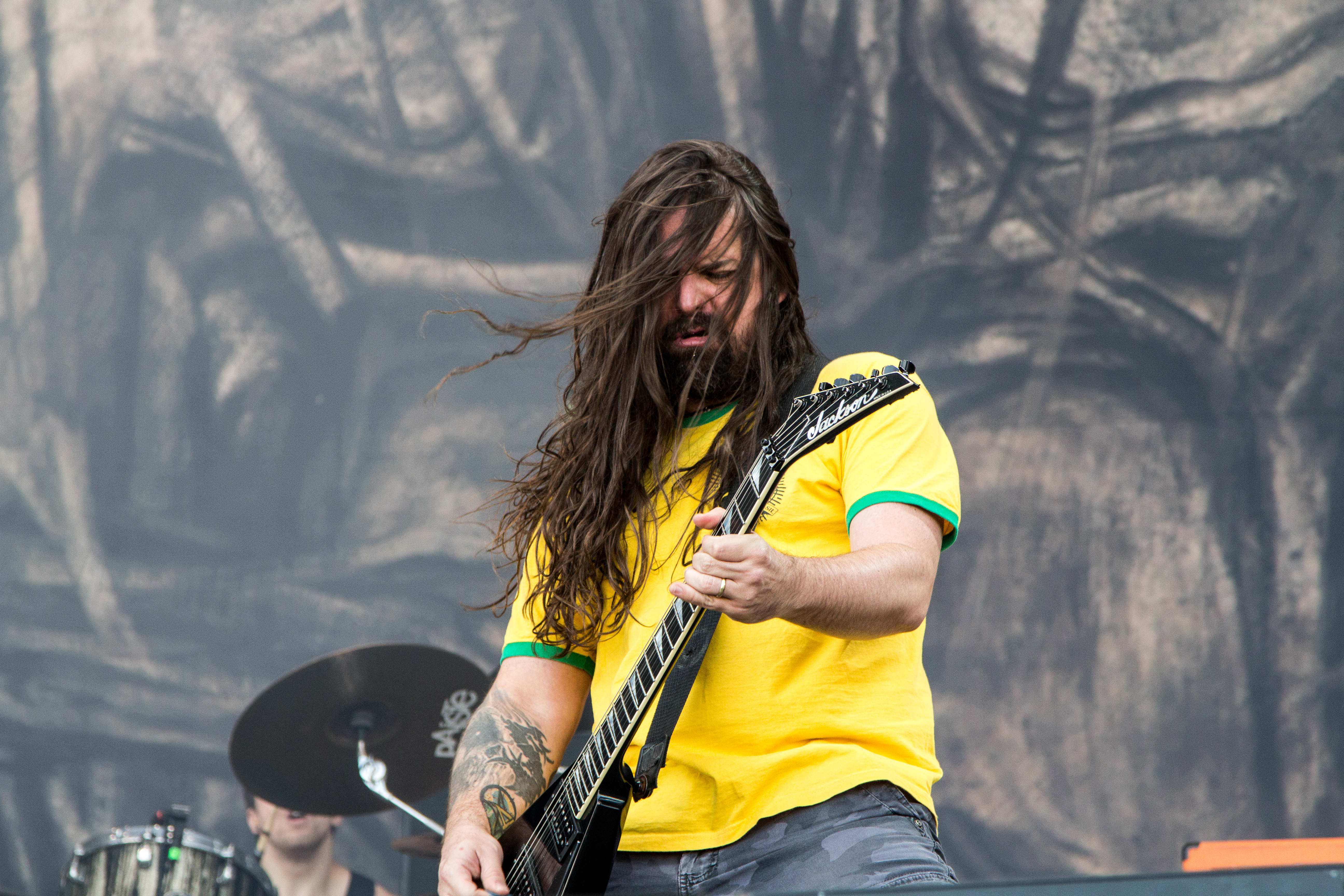
Andreas Kisser (Nova Rock 2014)

En 1992, Kisser auditionne pour le poste temporaire de guitariste accompagnateur pour Metallica, car James Hetfield avait subi de graves brûlures à la main à la suite d'un accident pyrotechnique. Il n'est finalement pas retenu.
En 2008, il  part en tournée avec Scorpions pour une série de concerts au Mexique et au Brésil.
En 2011 Kisser remplace le guitariste d'Anthrax, Scott Ian, pour une série de dates européennes, y compris les concerts Big 4 au Sonisphere Festival à Göteborg, en Suède ainsi qu'à Knebworth, au Royaume-Uni et d'Amnéville, en France. Ian était resté aux États-Unis pour assister à la naissance de son premier enfant,.
Kisser a joué quelques concerts avec le groupe de reprises brésilien Clube Big Beatles dans le Cavern Club de Liverpool. En août 2012, une brique portant son nom est inaugurée dans le mur des célébrités du club, faisant de Kisser le premier musicien brésilien et, conjointement, le premier guitariste de métal à être honoré de cette façon,.

## Équipement
Tout au long de sa carrière Kisser a utilisé de nombreuses guitares de marques différentes. À ses débuts avec Sepultura il jouait sur une Ibanez RG440. Plus tard, il a acquis une Charvel Model 2 et une Jackson Randy Rhoads qu'il utilise encore à ce jour. Dans les années 1990 Kisser a également utilisé des guitares ESP et Fernandes. Il joue actuellement sur des guitares Fender, depuis 2002, Jackson et Seizi, depuis 2011,. Ses guitares sont accordées en Ré standard et en Si bémol standard. Pour une tournée, il prend quatre guitares avec lui, deux pour chaque réglage. Kisser possède une collection d'une quarantaine de guitares.
Pour l'amplification, Kisser utilise un préamplificateur Mesa Boogie Triaxis qui est relié à deux têtes de l'amplificateur et deux à quatre baffles d’extension 4 x 12". Quand il se produit au Brésil, il utilise parfois des amplificateurs de la marque Meteoro, qui a sorti différents modèles signature tels que le MAK 3000. Auparavant, Kisser utilisait un préamplificateur MIDI ADA MP-1 et des amplificateurs Marshall.
Sur scène, Kisser utilise un MXR Carbon Copy et un Cry Baby Wah modèle signature.

## Vie privée
Kisser est marié à Patricia Perissinotto Kisser et a trois enfants : Giulia (née en 1995), Yohan (né en 1997) et Enzo (né en 2005). Il est fan de football, particulièrement du club brésilien São Paulo Futebol Clube. En plus de sa carrière de musicien, Kisser mène d'autres activités liées à la musique. En 2010, il écrit une chronique hebdomadaire pour Yahoo! Brasil Music et depuis janvier 2013, il anime sa propre émission de radio avec son fils Yohan, intitulée Pegadas de Andreas Kisser (« Sur les pas d'Andreas Kisser » en français). L'émission est diffusée sur la station de radio brésilienne 89FM Rádio Rock,,.

## Discographie

### Sepultura
- 1987 - Schizophrenia
- 1989 - Beneath the Remains
- 1991 - Arise
- 1993 - Chaos A.D.
- 1996 - Roots
- 1998 - Against
- 2001 - Nation
- 2002 - Revolusongs
- 2003 - Roorback
- 2006 - Dante XXI
- 2009 - A-Lex
- 2011 - Kairos
- 2013 - The Mediator Between Head and Hands Must Be the Heart
- 2017 - Machine Messiah
- 2020 - Quadra

### Autres travaux
Pestilence
- 1987 - Slaves of Pain (maquette)

Quarteto da Pinga
- 1995 - Demo

Sexoturica
- 1995 - SpermogoDemo (maquette)
- 2003 - IR8 / Sexoturica

Album solo
- 2009 - Hubris I & II

Asesino
- 2006 - Cristo Satánico

Astafix
- 2009 - End Ever

Biohazard
- 2001 - Uncivilization

Burning in Hell
- 2006 - Believe

Claustrofobia
- 2005 - Fulminant

Korzus
- 2004 - Ties of Blood

Krusader
- 2009 - Angus

Nailbomb
- 1994 - Point Blank

Necromancia
- 2001 - Check Mate

Ratos de Porão
- 1987 - Cada Dia Mais Sujo e Agressivo / Dirty and Aggressive

Roadrunner United
- 2005 - The All-Star Sessions